# Symfoni i C-dur (Schubert)
Symfoni i C-dur, D 944, skriven år 1828, är den sista symfoni, som Franz Schubert komponerade.
Numreringen av Franz Schuberts symfonier har varierat, varför det är klokt att använda D-numret för identifieringen då det finns två symfonier i C-dur. På tyska kallas den Große Sinfonie in C-Dur, på engelska Symphony No. 9, ibland med tillägget "the great" och på franska Symphonie n° 9 de Schubert (La grande).

## Verkbeskrivning
Symfonin består av fyra satser
1. Andante - Allegro ma non troppo
2. Andante con moto
3. Scherzo. Allegro vivace - Trio
4. Finale. Allegro vivace

Speltid: ca 60 min